# José Dionisio de la Trinidad de Herrera y Díaz del Valle

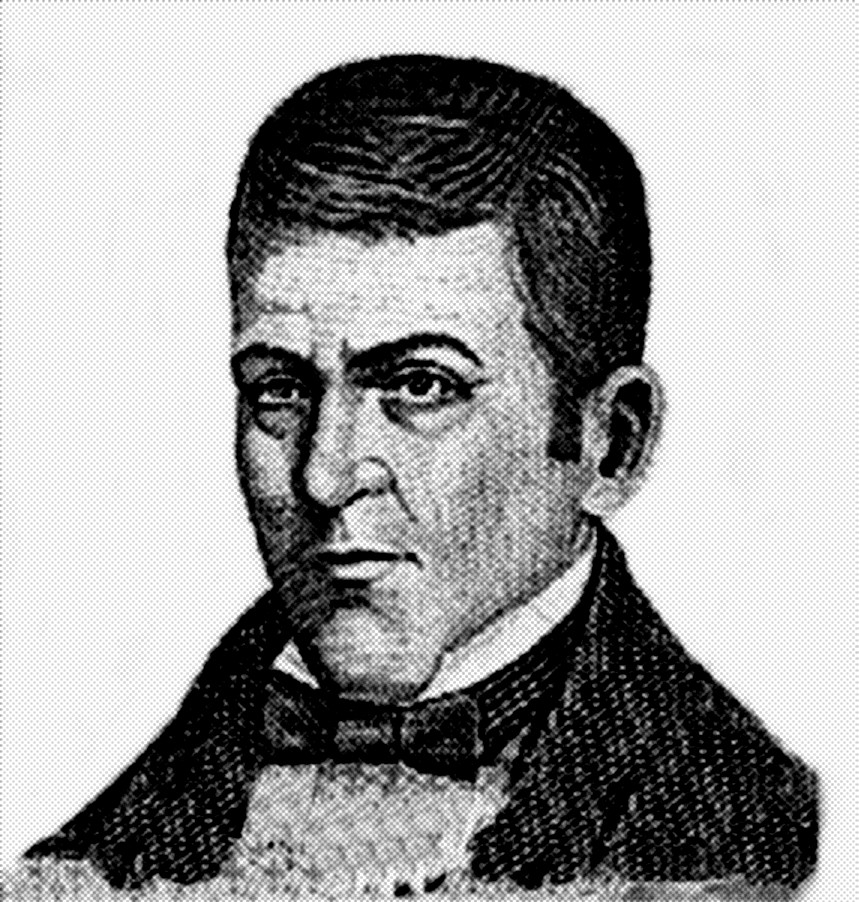
José Dionisio de la Trinidad de Herrera

José Dionisio de la Trinidad de Herrera y Díaz del Valle (* 9. Oktober 1781 in Choluteca, Honduras; † 13. Juni 1850 in San Vicente, El Salvador) war der erste Staatschef der Provinz Honduras sowie Staatschef der Provinz Nicaragua innerhalb der Zentralamerikanischen Konföderation.

## Leben

### Herkunft und Jugend
Dionisio de Herrera wurde als Sohn einer wohlhabenden Familie im spätkolonialen Zentralamerika geboren. Seine Eltern waren Juan Jacinto de Herrera und Paula Díaz del Valle. Er war ein Vetter des renommierten Juristen und Autors der zentralamerikanischen Unabhängigkeitserklärung José Cecilio Díaz del Valle und ein Bruder des späteren Staatschefs von Honduras Justo de Herrera.
Herrera war sehr gebildet und baute sich mit der Zeit eine sehr umfangreiche Bibliothek auf. Er beherrschte neben seiner Muttersprache Spanisch auch das Französische fließend. So bekam er unter anderem auch Zugang zu den Werken von Rousseau, Diderot, Montesquieu und D'Alembert, die ihn zu einem begeisterten Anhänger liberaler Ideen machten.
Nach dem Jurastudium an der Universidad San Carlos de Guatemala war Herrera zunächst in der Kolonialverwaltung in Tegucigalpa tätig. Dabei setzte er sich jedoch zugleich für die Unabhängigkeit Zentralamerikas von Spanien ein. Nachdem die Nachricht von der am 15. September 1821 in Guatemala-Stadt unterzeichneten zentralamerikanischen Unabhängigkeitserklärung Honduras erreicht hatte, verfasste Herrera eine Unabhängigkeitserklärung der – damals noch getrennten – Provinzen Comayagua und Tegucigalpa, die am 28. September gleichzeitig in beiden Provinzen verkündet wurde.
Bereits kurze Zeit später kam es jedoch zu einer militärischen Konfrontation zwischen der traditionell konservativen Provinz Comayagua und dem liberalen Tegucigalpa über die Frage eines Anschlusses Zentralamerikas an das junge Kaiserreich Mexiko. Während die Konservativen dies befürworteten, setzten sich die Liberalen für einen unabhängigen zentralamerikanischen Bundesstaat nach dem Vorbild der USA ein. Trotz des Widerstands Herreras und seiner Parteifreunde kam es schließlich zu dem Anschluss an Mexiko. Dieser endete jedoch bereits nach einem knappen Jahr wegen des Sturzes des mexikanischen Kaisers Agustín I.

### Staatschef von Honduras
Nach der Unabhängigkeit Zentralamerikas von Mexiko wurde Herrera am 23. März 1823 zum Gouverneur der Provinz Tegucigalpa ernannt. In dieser Eigenschaft trieb er die Vereinigung der Provinzen Comayagua und Tegucigalpa zum Bundesstaat Honduras voran. Zu diesem Zwecke wurde eine verfassunggebende Versammlung einberufen, die in der Kleinstadt Cedros tagte. Mit Beschluss vom 16. September 1824 vollzog diese Versammlung die Vereinigung der beiden Provinzen und wählte Herrera zum ersten Staatschef von Honduras. Zu seinem Stellvertreter wurde der konservative Generalleutnant José Justo Milla gewählt.

Wappen von Honduras

Gemeinsam mit seinem angeheirateten Neffen Francisco Morazán, den er zum Generalsekretär der Regierung ernannte, war Herrera maßgeblicher Autor der ersten Verfassung des Staates, die im Jahre 1825 in Kraft trat und bis zum Ausscheiden Honduras’ aus der Zentralamerikanischen Konföderation gültig blieb. Diese war geprägt von Herreras liberaler Gesinnung. In Anlehnung an die Verfassung der USA verbürgte sie zahlreiche Grundrechte und beschnitt zudem die Rechte der katholischen Kirche. Ferner wurde der Staat in sieben Verwaltungsbezirke (Departamentos) aufgeteilt.
Auch das bis heute gültige Wappen von Honduras wurde von Dionisio de Herrera im Jahre 1825 eingeführt.
Die liberale Politik seiner Regierung brachte Dionisio de Herrera jedoch schnell in Konflikt mit dem katholischen Klerus, allen voran dem bischöflichen Provisor José Nicolás Irías, der bald sehr persönliche Züge annahm. Unter anderem ließ Irías die umfangreiche Bibliothek Herreras mit der Begründung verbrennen, es hätten sich häretische Schriften darin befunden. Seinen Höhepunkt erreichte der Konflikt am 3. November 1826 mit einem von Irías initiierten Attentat auf Herrera, das jedoch fehlschlug. Als Reaktion auf das Attentat ließ Herrera Irías unter Hausarrest stellen, was wiederum zu Protesten und Aufständen von Anhängern Irías’ in mehreren Landesteilen führte. Diese ließ Herrera gewaltsam niederschlagen.
Etwa gleichzeitig geriet Herrera jedoch auch in Konflikt mit der Föderationsregierung unter dem Präsidenten Manuel José Arce. Dieser hatte im Oktober 1826 angesichts heftiger Kritik der Abgeordneten seiner eigenen (liberalen) Partei an seiner Regierungspolitik – entgegen der Verfassung – das Föderationsparlament aufgelöst. Daraufhin kam es zu massiven öffentlichen Protesten, denen sich auch Herrera – ebenso wie der Staatschef von El Salvador Mariano Prado Baca – anschloss. Arce entsandte daher Truppen unter dem Kommando von Herreras Stellvertreter, dem Generalleutnant Milla, nach Honduras, die am 10. Mai 1827 Comayagua einnahmen und Herrera gefangensetzten. Milla übernahm interimistisch die Regierungsgeschäfte, bis eine von ihm einberufene Versammlung am 13. September Herrera für abgesetzt erklärte und neue Autoritäten wählte.

### Staatschef von Nicaragua
Dionisio de Herrera wurde von den Föderationstruppen nach Guatemala-Stadt gebracht, wo er bis zur Eroberung dieser Stadt durch Francisco Morazán im April 1829 in Haft blieb.
Nach seiner Befreiung wurde Herrera auf Initiative Morazáns – der sich gerade anschickte, Föderationspräsident zu werden – am 12. Mai 1830 zum Staatschef von Nicaragua gewählt. Die wichtigste Aufgabe Herreras bestand dabei darin, die seit der Unabhängigkeit nicht abreißenden Auseinandersetzungen zwischen dem liberalen León und dem konservativen Granada unter Kontrolle zu bringen. Dies gelang Herrera vorübergehend auch recht gut. Im November 1833 legte er jedoch sein Amt nieder und begab sich nach El Salvador, wo ihm im darauf folgenden Jahr gleichfalls das Amt des Staatschefs angetragen wurde, was er jedoch ablehnte.
Im Jahre 1838 wurde Herrera in seinem Heimatland Honduras zum Abgeordneten und Vizepräsidenten der verfassunggebenden Versammlung gewählt, die – gegen seine Stimme – am 12. November den Austritt Honduras’ aus der Zentralamerikanischen Konföderation erklärte und eine neue Verfassung ausarbeitete. Enttäuscht über diese politische Entwicklung begab er sich nach der Verabschiedung der Verfassung wieder nach El Salvador, wo er sich in San Vicente niederließ und bis zu seinem Tode als Lehrer und zuletzt Direktor an der dortigen Grundschule wirkte.

## Ehrungen
Dionisio de Herrera wird vor allem in Honduras bis heute hoch verehrt. Unter anderem trägt einer der höchsten Orden des Landes, der „Orden Dionisio de Herrera“, seinen Namen und er ist auf der 20-Lempiras-Banknote abgebildet. Außerdem sind zahlreiche Straßen, Plätze und Schulen nach ihm benannt. Sein Geburtshaus in Choluteca zählt zum „Nationalen Kulturerbe“.